# Reflexion (Programmierung)
Reflexion (englisch reflection) bedeutet in der Programmierung, dass ein Programm seine eigene Struktur kennt (englisch introspection) und/oder diese modifizieren kann (englisch intercession).

## Details
Reflexion ermöglicht bei objektorientierter Programmierung beispielsweise zur Laufzeit die Abfrage von Informationen über die Klassen, aus denen Objekte instanziiert werden. Bei einer Klasse sind dies beispielsweise der Name der Klasse, die definierten Felder und Methoden. Bei einer Methode sind das wiederum deren Sichtbarkeit, der Datentyp des Rückgabewertes oder der Typ der Übergabeparameter. Die Umsetzung der Abfragemöglichkeiten ist sprachspezifisch.
Reflexion ist eine Voraussetzung für die dynamische Typsicherheit. Typen werden hierbei zur Ausführungszeit überprüft und können reflexiv abgefragt werden.  Ebenso wird sie für die Realisierung von Persistenz (persistente Datenhaltung von Objekten und deren Beziehungen) verwendet: Welche Daten zu speichern sind, kann die Persistenz-Realisierung zur Laufzeit über Reflexion erfragen. Für unterschiedliche (Objekt-)Strukturen müssen dann keine spezifischen Speicherfunktionen implementiert werden.
Die Ausführungsgeschwindigkeit von Code per Reflexion ist für gewöhnlich geringer als die von statischem Code. Dies liegt unter anderem an den String-Vergleichen der entsprechenden Namen der gewünschten Methoden, Eigenschaften usw. mit den Einträgen in den Metadaten. Jedoch bietet Reflexion eine sehr hohe Laufzeitflexibilität, da Code dynamisch aufgerufen werden kann, neue Instanzen erstellt oder sogar Typen und Objekte dynamisch neu strukturiert werden können.

## Sprachunterstützung
Für die Realisierung der Reflexion ist das Speichern von Metainformation im ausführbaren Code des Programms notwendig, welche zur Laufzeit ausgelesen wird.
Bei interpretierenden Programmiersprachen liegt zur Ausführungszeit der ursprüngliche Programmcode vor, was neben dem Zugriff auf die Strukturinformation (Methodendeklaration) auch den Zugriff auf die Implementierung ermöglicht. Beispiele dafür sind PHP, Lisp, Python, Smalltalk und Tcl.
Weiterhin wird Reflexion häufig von Frameworks oder Sprachen unterstützt, die in einer virtuellen Maschine ausgeführt werden, beispielsweise Java oder Smalltalk. Auch alle Sprachen, die das .Net-Framework verwenden, müssen laut der Common Language Specification (CLS) die für Reflexion notwendigen Informationen als Metadaten speichern, wie z. B. C#, Object Pascal, VB.NET oder IronPython.
Im Prinzip kann auch Maschinencode im RAM, der von einem Mikroprozessor ausgeführt wird, als reflexiv betrachtet werden. Ein solches Programm ist in der Lage, seine Anweisungen wie Daten zu behandeln, und kann deshalb seine Struktur analysieren und verändern.

## Beispiele

### C#
Das folgende Beispiel zeigt eine Methode, die eine beliebige andere Methode eines gegebenen Objekts aufruft und deren Rückgabewert zurückgibt. Aus Gründen der Vereinfachung unterstützt dieses Beispiel nur den Aufruf von Methoden ohne Parameter, die Zeichenketten ("String") zurückgeben.
```
public
 
string
 
GetStringProperty
(
Object
 
obj
,
 
string
 
methodName
)
 
{

    
string
 
val
 
=
 
null
;

    
try
 
{

        
MethodInfo
 
methodInfo
 
=
 
obj
.
GetType
().
GetMethod
(
methodName
);

        
val
 
=
 
(
string
)
methodInfo
.
Invoke
(
obj
,
 
new
 
Object
[
0
]);

    
}
 
catch
 
(
Exception
 
e
)
 
{

        
//Fehlerbehandlung zwecks Übersichtlichkeit nicht implementiert.

    
}

    
return
 
val
;

  
}

```

### Java
Das folgende Beispiel zeigt eine Methode, die der Funktionalität des C#-Beispiels entspricht.
```
public
 
String
 
getStringProperty
(
Object
 
object
,
 
String
 
methodName
)
 
{

    
String
 
value
 
=
 
null
;

    
try
 
{

        
Method
 
getter
 
=
 
object
.
getClass
().
getMethod
(
methodName
,
 
new
 
Class
[
0
]
);

        
value
 
=
 
(
String
)
 
getter
.
invoke
(
object
,
 
new
 
Object
[
0
]
);

    
}
 
catch
 
(
Exception
 
e
)
 
{

        
//Fehlerbehandlung zwecks Übersichtlichkeit nicht implementiert.

    
}

    
return
 
value
;

}

```

Die folgende Anweisung würde dann die Methode getVorname() des Objekts person aufrufen und deren Rückgabewert ausgeben.
```
System
.
out
.
println
(
"Vorname von "
 
+
 
person
 
+
 
" ist "

                   
+
 
getStringProperty
(
person
,
 
"getVorname"
));

```

### Common Lisp
```
(
funcall
 
(
find-symbol
 
"SIN"
)
 
3
)

```

### PHP
```
$reflectionExampleObj
 
=
 
new
 
ReflectionClass
(
'ExampleClass'
);

Reflection
::
export
(
$reflectionExampleObj
);

```

Die angegebene Anweisung würde dann die Eigenschaften der Klasse "ExampleClass" als Ausgabe zurückliefern.
Die folgende Anweisung liefert beispielsweise die statischen Variablen der Klasse, wenn welche existieren:
```
$reflectionExampleObj
 
=
 
new
 
ReflectionClass
(
'ExampleClass'
);

$reflectionExampleObj
->
getStaticVariables
();

```

### Python
Die Namen der Attribute eines Objekts können mit der eingebauten Funktion dir ermittelt werden.
Das Attribute __doc__ enthält die Dokumentation eines Objects.

Das Standardmodul inspect erlaubt den Zugriff auf viele Eigenschaften von Python-Objekten, einschließlich Python-Code.
```
class
 
Person
(
object
):

    
def
 
__init__
(
self
,
 
name
):

        
self
.
name
 
=
 
name

    
def
 
say_hello
(
self
):

        
"""Grüße die Person."""

        
        
return
 
'Hallo 
%s
!'
 
%
 
self
.
name

ute
 
=
 
Person
(
'Ute'
)

# direkter Aufruf

ute
.
say_hello
()

# Hallo Ute!

# Reflexion: Ermittle alle Attribute der Klasse Person

print
(
dir
(
ute
))

# ['__class__', '__delattr__', '__dict__', '__dir__', '__doc__', '__eq__', '__format__', '__ge__', '__getattribute__', '__gt__', '__hash__', '__init__', '__init_subclass__', '__le__', '__lt__', '__module__', '__ne__', '__new__', '__reduce__', '__reduce_ex__', '__repr__', '__setattr__', '__sizeof__', '__str__', '__subclasshook__', '__weakref__', 'name', 'say_hello']

# Reflexion: Zeige die Dokumentation der Method say_hello an

print
(
ute
.
say_hello
.
__doc__
)

# Grüße die Person

```

### Ruby
```
"a String"
.
class
 
# ergibt "String"

"a String"
.
respond_to?
(
:size
)
 
# ergibt true -> Objekt kann Methode size ausführen

"a String"
.
methods
 
# ergibt einen Array mit allen Methoden des Objektes

"a String"
.
method
(
:concat
)
.
arity
 
# gibt die Anzahl der Parameter an,

                          
# die die Methode concat verlangt

class
 
Book

  
def
 
initialize
(
*
parameters
)

    
@title
,
 
@author
,
 
@chapters
 
=
 
parameters

  
end

end

a_book
 
=
 
Book
.
new
(
"Book Title"
,
 
"Someone"
,
 
[
"chapter I"
,
 
"chapter II"
,
 
"chapter III"
]
)

a_book
.
instance_variables
 
# ergibt einen Array aller Objektinstanzvariablen:

                      
# ["@title", "@author", "@chapters"]

Book
.
instance_methods
 
# gibt alle Instanzmethoden der Klasse Book aus.

```

### Smalltalk
Statt Methodenaufrufen auf Objekten werden diesen in Smalltalk Nachrichten gesendet. Die Methoden, welche Reflexion ermöglichen, haben ähnliche Namen wie in Ruby.
```
'a String'
 
class
.
 
" ergibt String"

'a String'
 
respondsTo:
 
#size
.
 
" ergibt true"

'a String'
 
class
 
methodDictionary
.
 
" ergibt ein Dictionary mit allen Methoden"

(
'a String'
 
class
 
compiledMethodAt:
 
#,
) 
numArgs
 
" ergibt 1"

```

Man kann auch den Quellcode einer Methode erfragen:
```
'a String'
 
class
 
sourceCodeAt:
 
#size
 
" ergibt 'size

 	""Answer the number of indexable fields in the receiver. This value is the 

 	same as the largest legal subscript. Primitive is specified here to override 

 	SequenceableCollection size. Essential. See Object documentation 

 	whatIsAPrimitive. "
"

 
 	
<primitive:
 
62
>

 	
^
self
 
basicSize
'
 
.

```

Eine einfache Beispielklasse, die ein Buch modelliert:
```
Object
 
subclass:
 
#Book

	
instanceVariableNames:
 
'title author chapters'

	
classVariableNames:
 
''

	
poolDictionaries:
 
''

	
category:
 
'Wikipedia'

```

Die Initialisierungsmethode:
```
initializeFrom:
 
aParameterCollection

	
"Initialisiere diese Instanz mit den in aParameterCollection gesendeten Parametern."

	
title
 
:=
 
aParameterCollection
 
first
.

	
author
 
:=
 
aParameterCollection
 
second
.

	
chapters
 
:=
 
aParameterCollection
 
third

```

Man kann nun direkt die Klasse Book nach ihren Instanzvariablen fragen:
```
Book
 
instVarNames
.
 
" ergibt #('title' 'author' 'chapters')"

```

Auch kann man alle Methoden erfragen:
```
Book
 
methodDictionary
 
"ergibt a MethodDictionary(#initializeFrom:->(Book>>#initializeFrom: ""a CompiledMethod:65(3016448)"") )"

```

Man kann auch hier Quellcode einer Methode erfragen:
```
Book
 
sourceCodeAt:
 
#initializeFrom:
 
" ergibt: 'initializeFrom: aParameterCollection

 	""Initialisiere diese Instanz mit den in aParameterCollection gesendeten Parametern.""

 

 	title := aParameterCollection first.

 	author := aParameterCollection second.

 	chapters := aParameterCollection third' "

```

### Tcl
Das folgende Beispiel zeigt eine Methode rufe, die der Funktionalität des obigen C#- und Java-Beispiels entspricht.
```
oo
::
class
 
create
 
Person
 
{

    
variable
 
name
 
vorname

    
constructor
 
{
n
 
v
}
 
{

        
set
 
name
 
$n

        
set
 
vorname
 
$v

    
}

    
# Diese gewöhnliche, parameterlose Methode liefert den Vornamen

    
method
 
getVorname
 
{}
 
{

        
return
 
$vorname

    
}

    
# Diese Methode ruft die Methode auf, deren Name als Parameter mitgegeben wird.

    
method
 
rufe
 
{
methode
}
 
{

        
return
 
[[
self
]
 
$methode
]

    
}

}

# Erzeugen eines Objekts person der Klasse Person

Person
 
create
 
person
 
Meier
 
Franz

```

Die folgende Anweisung würde dann die Methode getVorname des Objekts person aufrufen und deren Rückgabewert ausgeben.
```
puts
 
"Der Vorname lautet [person rufe getVorname] "
;

```